# Génissieux
Génissieux este o comună în departamentul Drôme din sud-estul Franței. În 2009 avea o populație de 2.003 de locuitori.

## Evoluția populației
| An        | 1975 | 1982  | 1990  | 1999  | 2006  | 2009  |
| --------- | ---- | ----- | ----- | ----- | ----- | ----- |
| Populație | 765  | 1.125 | 1.584 | 1.826 | 2.002 | 2.003 |